# Al-Infitar

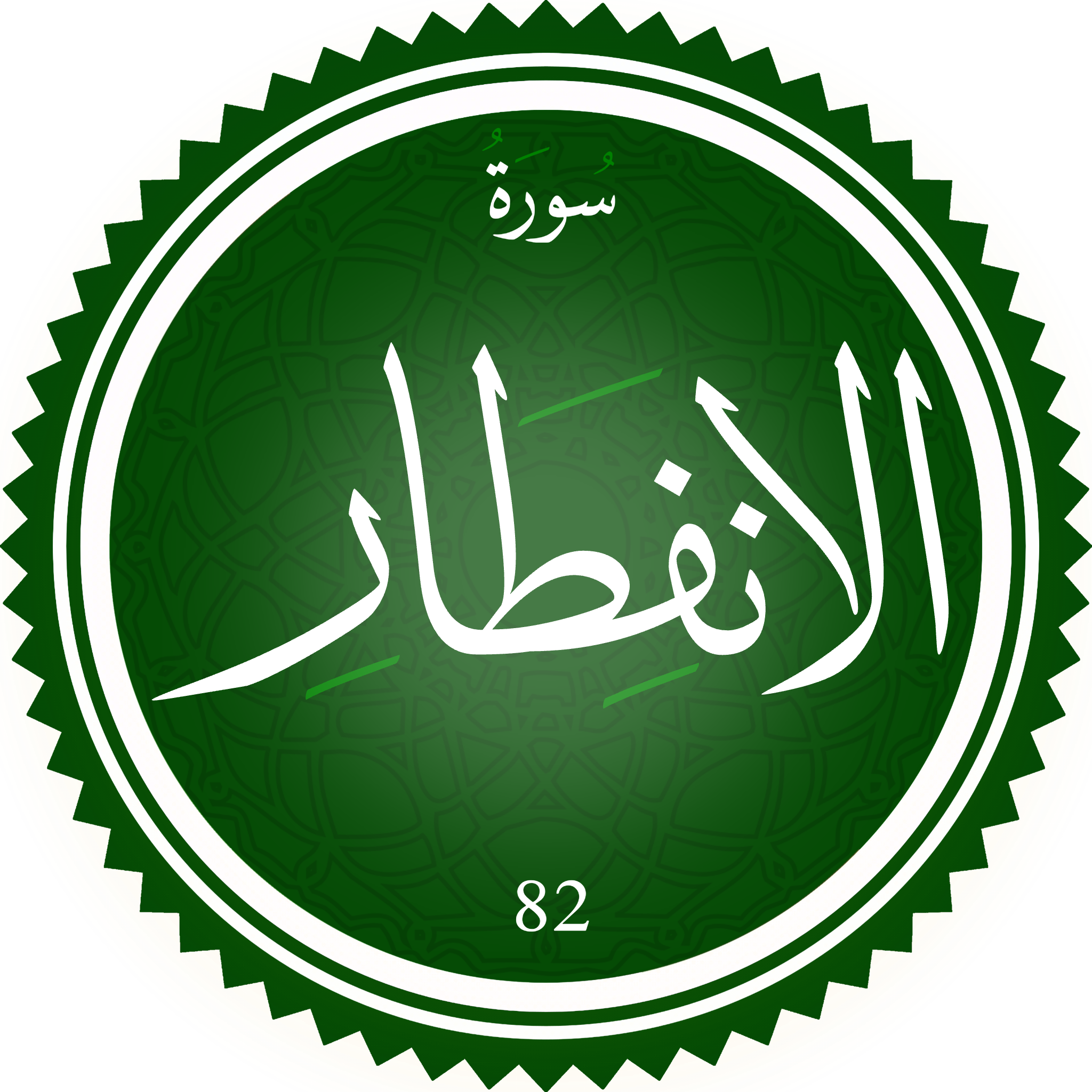
Sura al-Infitar.

Al-Infitār (arabiska: سورة الانفطار) ("När himlen rämnar") är den åttioandra suran i Koranen med 19 verser (ayah). Den domineras av föreställningen om den nalkande uppståndelsens dag, Yawm al-Qiyāmah (يوم القيامة ), att de gudfruktiga ska finna salighet och de som syndat ska finna helvetets eld (verserna 13-14).